# 屏山鄧氏宗祠
22°26′42.02″N 114°00′29.55″E / 22.4450056°N 114.0082083°E

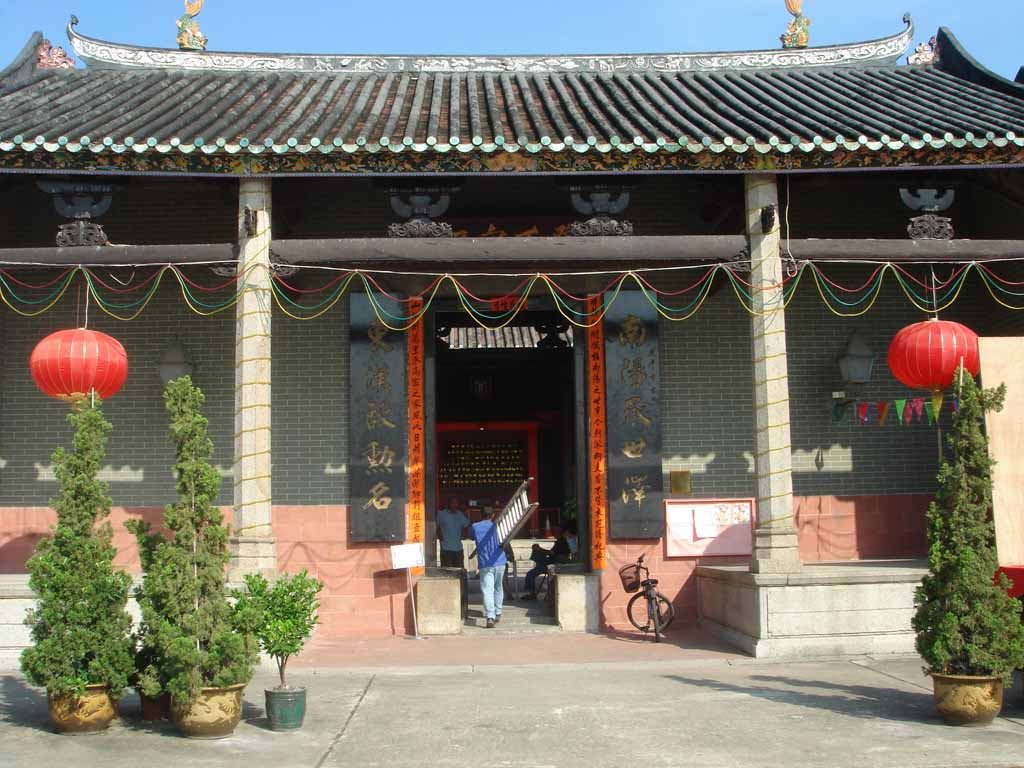
鄧氏宗祠

鄧氏宗祠座落於香港新界元朗屏山，是鄧族的祖祠，由屏山的三圍六村：上璋圍、橋頭圍、灰沙圍、坑頭村、坑尾村、塘坊村、新村、洪屋村及新起村所環抱。據鄧氏族譜所載，宗祠由五世祖馮遜公於元朝時興建，至今已有七百多年歷史（確實年份已不可考）。
鄧氏宗祠是香港最大的祠堂，為屏山文物徑的重點古蹟之一，於2001年12月14日被列為香港法定古蹟。

## 建築

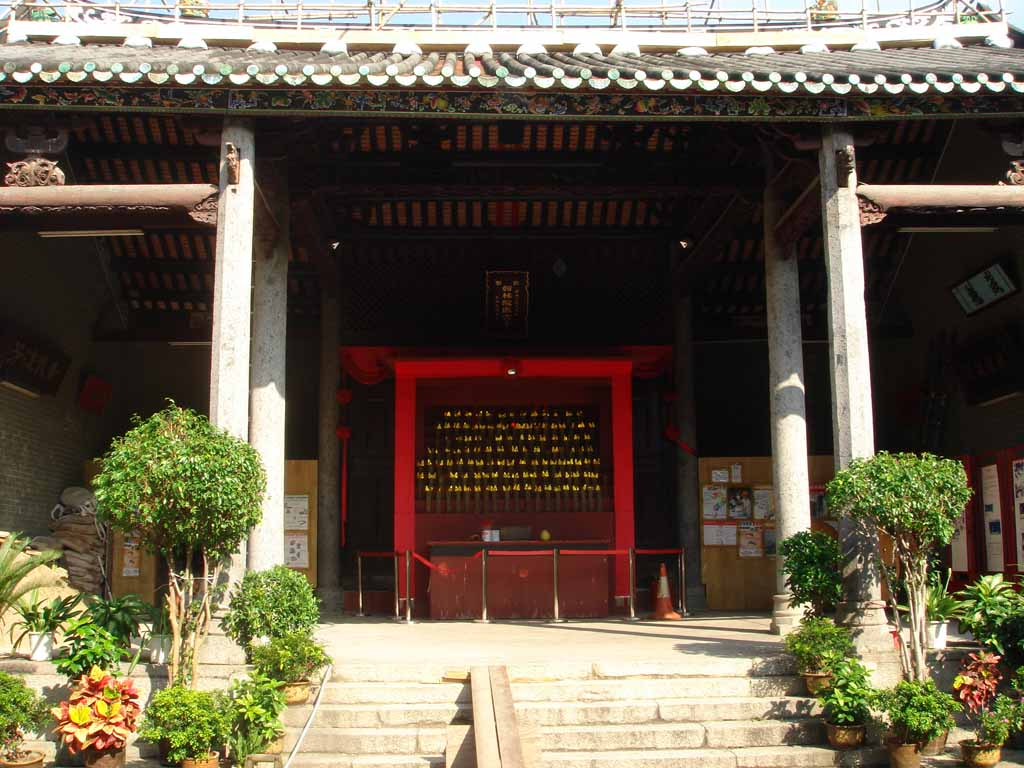
鄧氏宗祠神樓

鄧氏宗祠為三進兩院式建築，正門前兩旁是鼓台，各鼓台有兩柱支撐瓦頂，內柱為麻石，外柱則為紅砂岩，最具特色是宗祠正門沒有門檻，前院則有砂岩通道，顯示鄧氏族人中曾有身居當時朝廷要職者。
建築物三進大廳上的樑架雕刻精美，刻有各種動植物和吉祥圖案，屋脊皆飾有石灣鰲魚和麒麟。後進祖龕供奉著鄧族先祖神位。
1990至1991年間，鄧氏宗祠曾大事重修。宗祠現時仍用作祭祖、慶祝節日、舉行各種儀式及父老子孫聚會等用途。

## 相片

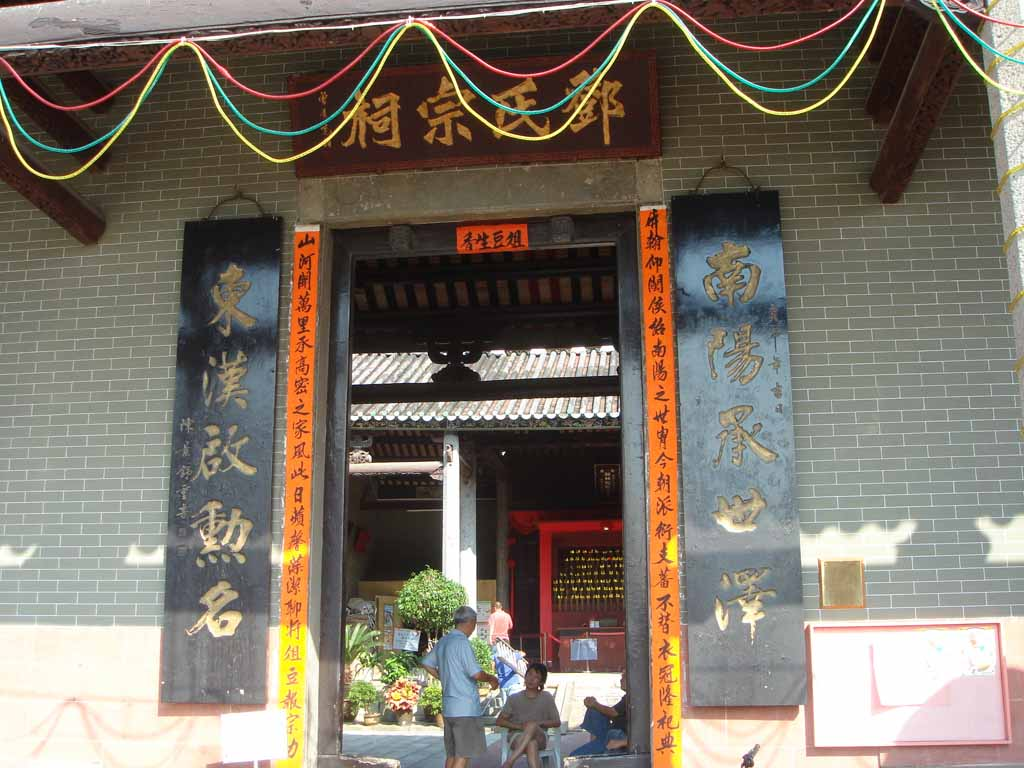
鄧氏宗祠正門
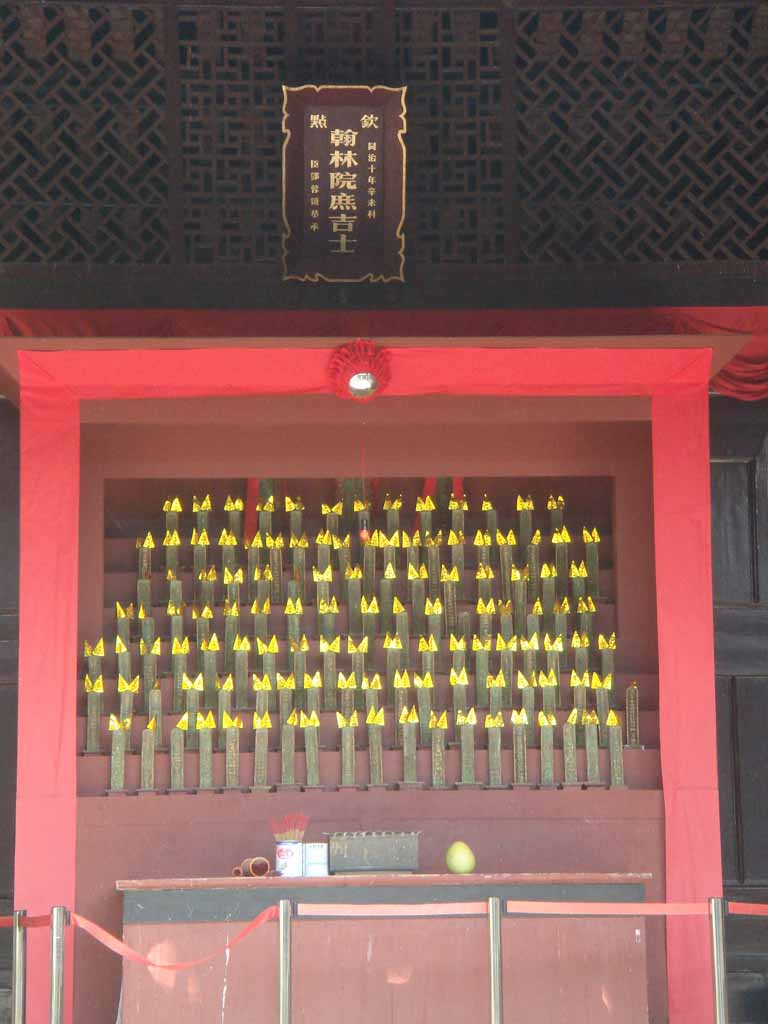
鄧氏宗祠神樓靈位
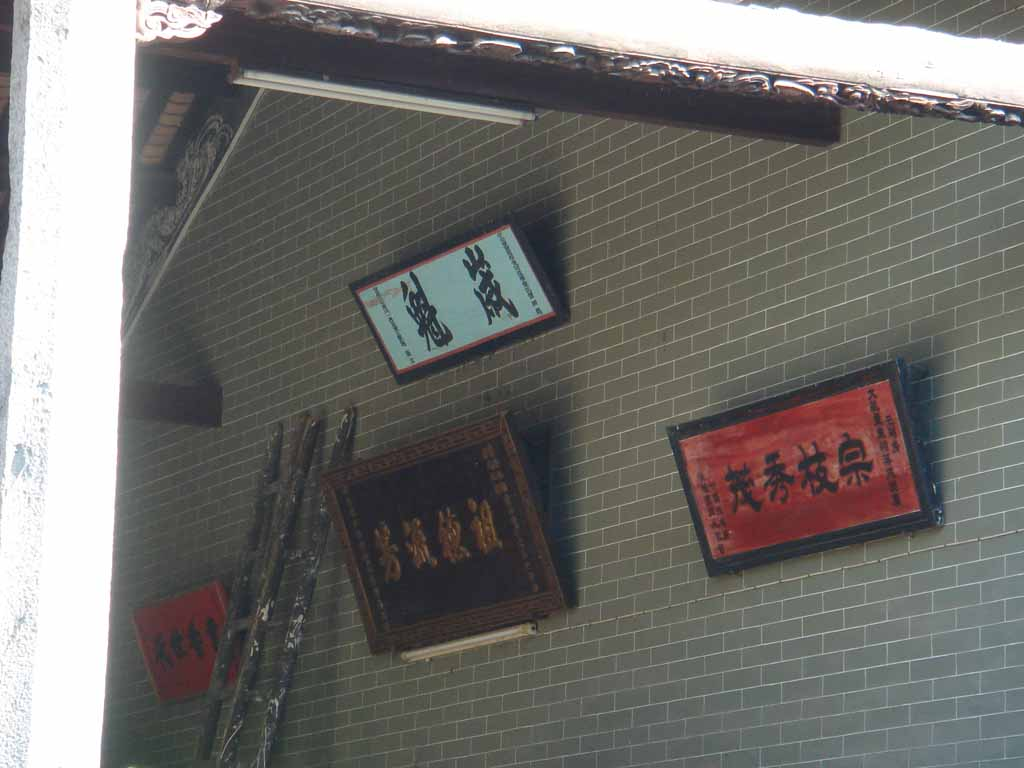
鄧氏宗祠神樓聯
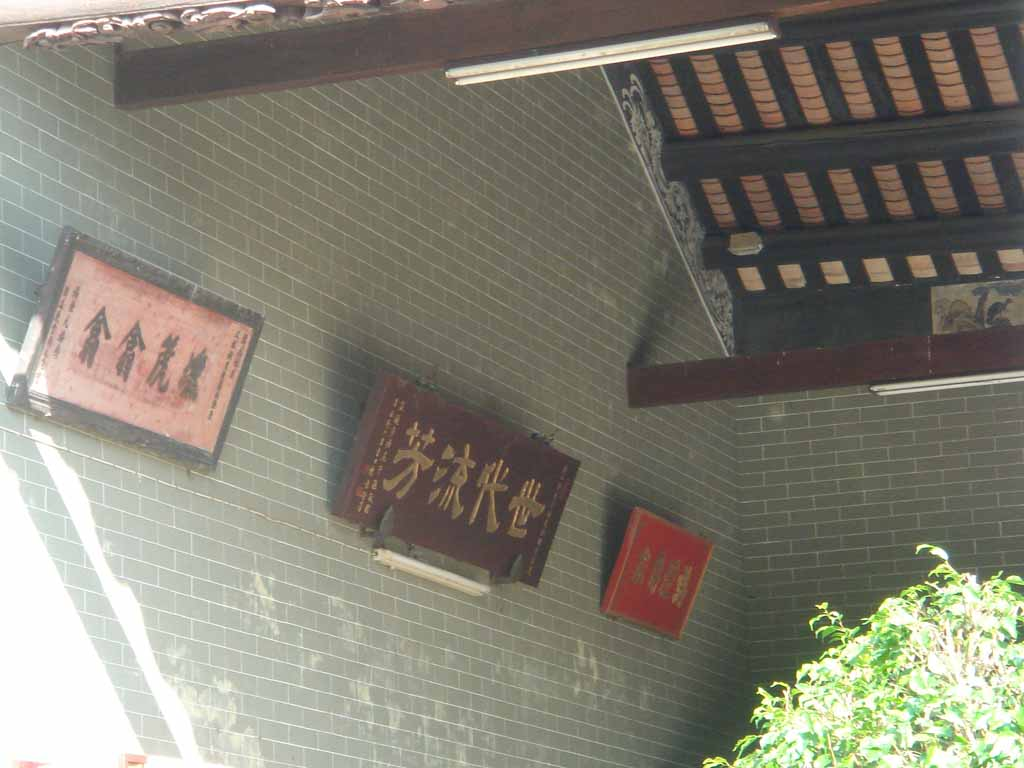
鄧氏宗祠神樓聯
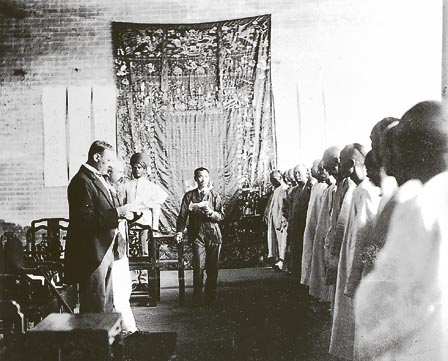
香港總督卜力於1899年曾到鄧氏宗祠與新界鄉紳會面，背景的賀帳現收藏於屏山鄧族文物館
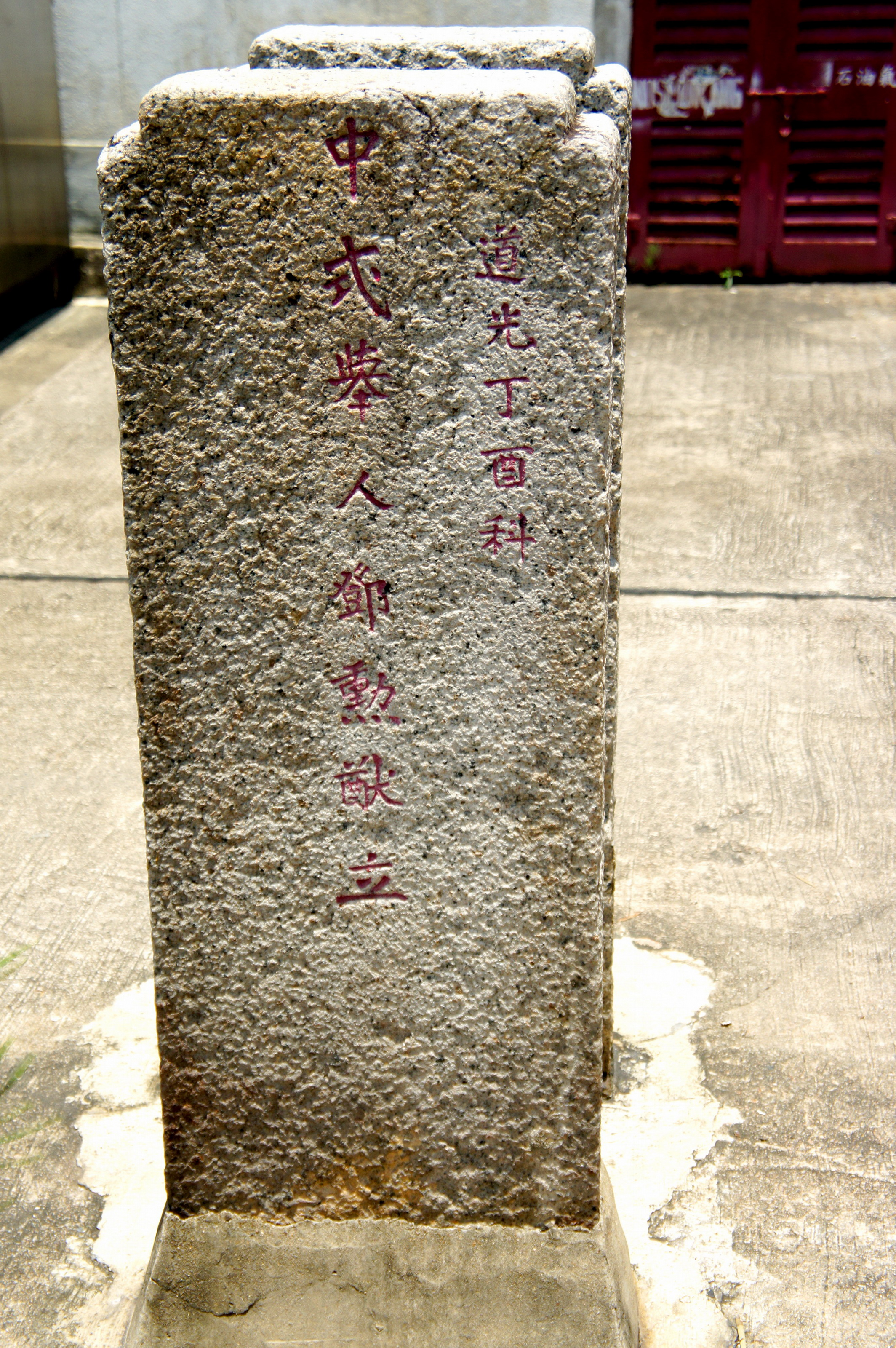
鄧氏宗祠門前的功名夾，屏山二十一世祖鄧勳猷所立，以誌其於道光丁酉年（1837）考獲中式舉人。
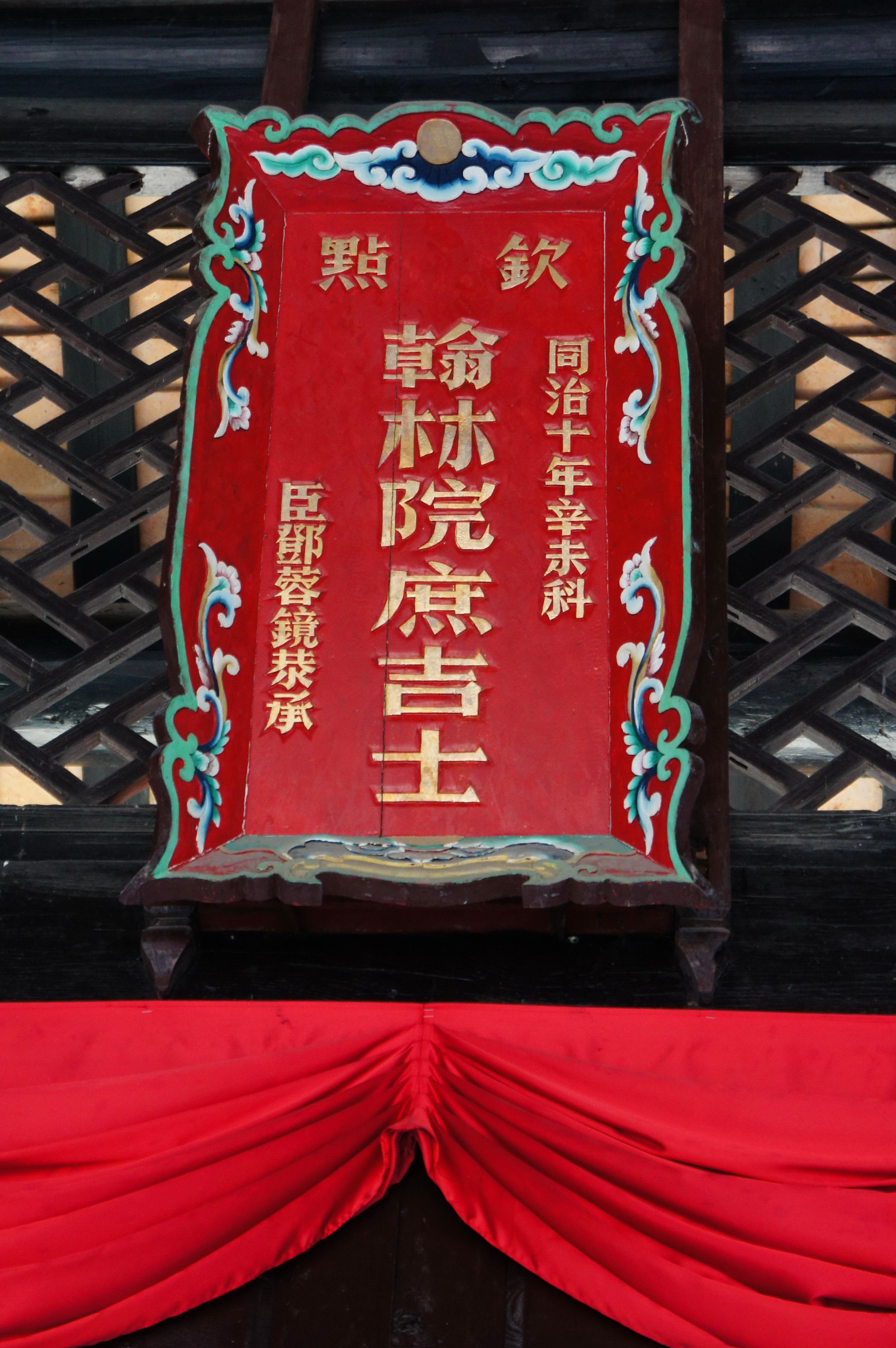
屏山鄧氏宗祠內的功名牌匾，上寫「同治十年辛未科 欽點 翰林院庶吉士 臣鄧蓉鏡恭承」。

## 外部連結
- 古物古蹟辦事處 — 鄧氏宗祠 （页面存档备份，存于）